# 1940
1940 (MCMXL) fue un año bisiesto comenzado en lunes según el calendario gregoriano.
Un calendario de 1940 según el calendario gregoriano, teniendo en cuenta las fechas de Pascua y días festivos relacionados, no se puede volver a utilizar hasta el año 5280.

## Acontecimientos

### Enero
- 1 de enero: 
  - En Alemania, Hermann Goering, además de sus responsabilidades con la Luftwaffe, recibe la Dirección del Consejo General de Economía de Guerra, órgano recién creado ante la prolongación de la guerra. Este será un nuevo factor que afectará el desarrollo y la atención a la Luftwaffe, en un momento crucial de la contienda.
  - En el marco de la Segunda Guerra Mundial, en Europa llega a su momento más representativo el período conocido como la Guerra Extraña (Phoney War, Sitting War o Drôle de Guerre). Los aliados y los alemanes permanecen dentro de sus fronteras sin que se produzcan enfrentamientos. Los franceses atribuyen la falta de acción de los alemanes a su Línea Maginot, considerada inexpugnable por la fortaleza de sus instalaciones. Pese a algunos preparativos para un posible ataque con gases, los primeros racionamientos y otros preparativos, la vida en los países beligerantes transcurre casi con la normalidad de la época de paz.
  - En el Reino Unido el alistamiento se extiende a todos los varones entre 20 y 27 años.
- 3 de enero: los fallidos intentos descoordinados de las tropas soviéticas por romper el bloque que los atacantes finlandeses habían montado en los dos extremos de la carretera que habían sumido a los soviéticos en la desesperación.
- 3 a 21 de enero se acumulan alrededor de la plaza gran cantidad de municiones y se crean posiciones de artillería soviética.
- 4 de enero: en Alemania, Hermann Goering asume el control de la industria de guerra.
- 5 de enero:
  - En la Comisión Federal de Comunicaciones de Estados Unidos se muestra la radio FM por primera vez.
  - Hore-Belisha dimite como secretario de Estado para la guerra. Le sustituye Oliver Stanley.
  - Empieza el ataque final contra las fuerzas soviéticas, sin embargo el grueso de las mismas pudieron repeler a los atacantes, que sufrieron fuertes bajas.
- 6 de enero: en la Guerra de Invierno el general Semión Timoshenko asume el mando del ejército ruso.
- 6 de enero nace en la provincia de Corrientes, República Argentina, el dibujante e historietista Enrique Villagrán más conocido por su pseudónimo de Gómez Sierra.
- 7 de enero: 
  - Asesinato del gaucho y bandido argentino Mate Cosido, a manos de la policía.
  - En España, el sacerdote español Rafael Villoslada Peula funda las Escuelas Profesionales de la Sagrada Familia.
- 8 de enero: 
  - Cerca de Suomussalmi (Finlandia), en el marco de Guerra de Invierno, el ejército finlandés destruye la 44.º División Soviética y captura a 1000 soldados soviética,los pocos sobrevivientes se retiran; a las 8:00 de la mañana finaliza la batalla de Suomussalmi.
  - En el Reino Unido comienza a racionarse la mantequilla, el azúcar y el tocino.
  - En el Mar del Norte, los bombarderos alemanes hunden tres barcos mercantes.
- 9 de enero: los alemanes hunden el submarino británico Starfish.
- 10 de enero: 
  - En Turquía ocurre un violento terremoto.
  - Cerca de la antigua ciudad de Vucht, ahora llamada Maasmechelen (Bélgica) se estrella un avión alemán de enlace Messerschmitt Bf 108 (Incidente Mechelen) con documentos de alto secreto referidos al Fall Gelb («caso amarillo») en los que se detallaba el futuro ataque alemán a Bélgica, Países Bajos, Luxemburgo y el norte de Francia.
- 12 de enero: 
  - Llega a Suez el primer contingente de tropas Australianas.
  - En toda Europa aumenta el frío. En algunos lugares se alcanzan los 50 °C bajo cero.
- 15 de enero: en las carreteras del Reino Unido, desde que se les ordenó a los conductores no utilizar sus luces (para no atraer al enemigo), han muerto por accidente aproximadamente el doble de personas.
- 16 de enero: los submarinos británicos Seahorse, Undine y Starfish son hundidos al entrar en el cabo Heligoland.
- 18 de enero: Dinamarca, Noruega y Suecia confirman su neutralidad en la Segunda Guerra Mundial.
- 20 de enero: 
  - En Londres, Winston Churchill invita a los países neutrales a unirse a los aliados.
  - El Almirantazgo británico anuncia el hundimiento del buque alemán Greenville. Han muerto 8 personas y otras 73 han desaparecido.
- 22 de enero: frente a las costas de Wick (Escocia) el submarino alemán U-22 torpedea al destructor británico Exmouth. Perece toda la tripulación.
- 25 de enero: en Canadá se disuelve el Parlamento.
- 26 de enero: en Brisbane (Australia) se registra el día más caluroso de la historia de esa ciudad, hasta la actualidad: 43,2 °C.
- 29 de enero: los finlandeses reciben una carta de Moscú, donde el gobierno soviético declara que no se opone a firmar un tratado para concluir la guerra.
- 30 de enero: Sir John Simon informa que los subsidios alimenticios se cifran en 1 millón de libras esterlinas a la semana.

### Febrero
- 1 de febrero: 
  - Las tropas soviéticas desencadenan una ofensiva sorpresiva contra Finlandia en la región de Summa.
  - Se reinicia la ofensiva soviética, esta vez con 600 000 soldados descansados o traídos de otros lugares. En esta ocasión el apoyo de la artillería es abrumador y exagerado, aunque logró el efecto deseado. Los búnkers finlandeses son destruidos uno a uno, no es posible el fuego de contrabatería pues sus cañones no tienen el alcance suficiente, los soviéticos lanzan al ataque el 13.º Ejército con 9 divisiones de infantería, 1 brigada y 2 batallones de carros y el 7.º Ejército con 12 divisiones de infantería, 5 brigadas y 2 batallones de carros.
  - Los artistas belgas René Magritte y Raoul Ubac lanzan la revista La invención colectiva.
  - Los soviéticos sobrepasan a los cansados defensores finlandeses. A inicios de marzo la línea Mannerheim será finalmente quebrada, dejando el campo libre a la ocupación soviética.
- 1 a 2 de febrero: en Belgrado los Estados balcánicos celebran una conferencia sobre la paz.
- 5 de febrero: Mahatma Gandhi se reúne con el virrey de la India.
- 6 de febrero: el Consejo de Guerra franco-británico acuerda el desembarco de Narvik (Noruega), el apoyo a Finlandia y la ocupación de la mina de hierro de Gallivare (Suecia).
- 7 de febrero: 
  - En Inglaterra, el Gobierno ejecuta a dos militantes del IRA.
  - En Estados Unidos, RKO estrena el segundo largometraje de dibujos animados: Pinocchio (de Walt Disney).
- 11 de febrero: 
  - En España se restablece el Consejo de Estado.
  - Alemania y la Unión Soviética firman un tratado sobre la entrega de materias primas y productos industriales.
- 13 de febrero: 
  - El canciller finlandés viaja a Suecia a solicitar ayuda inmediata, pero los suecos lo rechazan.
  - Estreno de Rebeca, primera película estadounidense de Alfred Hitchcock, en Santa Bárbara.
- 14 de febrero: 
  - Alemania declara que todos los mercantes de bandera británica son objetivos militares.
  - Reino Unido arma sus mercantes que transitan por el Mar del Norte.
- 15 de febrero: en Alemania, los oficiales generales de la Wehrmacht protestan contra el comportamiento de las SS en Polonia.
- 16 de febrero: el destructor británico Cossak ataca al buque de apoyo Altmark, soporte del Graf Spee durante la Batalla del Río de la Plata y rescata a 129 prisioneros británicos.
- 17 de febrero: 
  - Se realiza una reunión a la cual asisten Manstein, el Comandante del Ejército Coronel General Walther von Brauchitsch, el Jefe de Estado Mayor General Franz Halder y Adolf Hitler, en ella Manstein presenta su Plan y allí se toma la determinación de ejecutarlo.
  - Los finlandeses se retiran a la línea de defensa intermedia.
- 22 de febrero: en Tíbet es entronizado el nuevo dalái lama, Tenzing Gyatso, de cinco años de edad.
- 27 de febrero: 
  - Los finlandeses han visto diezmadas sus fuerzas y se retiran de esta línea a la última cercana a Viipuri, los soviéticos la alcanzan para el 2 de marzo, y el 4 de marzo establecen una cabeza de puente en Vilajoki.
  - En Berkeley (Estados Unidos), Martin Kamen y Sam Ruben descubren el carbono-14.

### Marzo
- 1 de marzo: 
  - En Francia, el presidente catalán Lluís Companys organiza el Consell Nacional de Cataluña.
  - En el palacio de Chaillot (París) se inaugura el Salón de los Independientes.
  - En Madrid se reabre la Bolsa. Se crea el IGBM.
  - El Gobierno español dicta la Ley sobre represión de la masonería y del comunismo y demás movimientos «que siembren ideas disolventes contra la religión, la Patria y la armonía social».
  - Adolf Hitler ordena la operación Weserubung (invasión de Noruega y Dinamarca).
  - Los alemanes declaran que los U-Boote han hundido 750.000 tm de buques británicos.
- 2 de marzo: el personaje Elmer Fudd debuta en el cortometraje Elmer’s candid camera.
- 3 de marzo: 
  - El Ejército Rojo ocupa Vyborg (Finlandia).
  - Finlandia declara que accederá a firmar la paz si se le permite conservar Viipuri y Sortavala. Obtiene una respuesta negativa.
  - En Suecia una bomba de tiempo destruye las oficinas del periódico comunista Norrskenflamman. Cinco muertos.
- 5 de marzo: el político soviético Viacheslav Mólotov firma una orden de ejecución (preparada por Lavrenti Beria) para 25 700 miembros de la inteligencia polaca, incluyendo a 14 700 prisioneros de guerra. Esto se conocería más tarde como la matanza de Katyn, que fue enfática pero absurdamente negada por la Unión Soviética.
- 8 de marzo: 
  - Se inician conversaciones en Moscú, los rusos desean Hanko por 30 años, la cesión de todo el Istmo de Carelia y las orillas del lago Ladoga a cambio, se retirarán de Petsamo.
  - Una delegación finlandesa viaja a Moscú a redactar el tratado de paz, que fue firmado finalmente el 13 de marzo del mismo año. A las 11 de la mañana de ese día finalizó la guerra.
- 12 de marzo: se firma en Moscú la paz entre Finlandia, Guerra de Invierno y Rusia.
- 13 de marzo: 
  - Termina la Guerra Fino-Soviética. Finlandia pierde el 10 % de su territorio.
  - Los rusos alcanzan los suburbios de Viipuri, los finlandeses se retiran y tratan de establecer una línea entre Vilajoki en el golfo de Finlandia y los lagos Saimma y Ladoga, a esta fecha se encuentran sin reservas y totalmente agotados.
  - Se firma el acuerdo después de que las cosas están totalmente perdidas para los finlandeses.
  - En Finlandia se ve obligada a firmar el Tratado de Paz de Moscú en el cual cede las provincias de Viipuri y Salla, el territorio de Laponia, además de otras concesiones. Las banderas finlandesas son colocadas a media asta.
- 15 de marzo: los preparativos franco-británicos para apoyar a Finlandia a través del norte de Escandinavia (la campaña aliada en Noruega) son impedidos por el armisticio del 15 de marzo.
- 17 de marzo: Fritz Todt es designado como Ministro de Municiones y Armamentos.
- 19 de marzo: en Hörnum (Alemania), la RAF británica bombardea las instalaciones alemanas.
- 20 de marzo: 
  - En Francia cae el Gobierno de Édouard Daladier. Asume Paul Reynaud.
  - Inglaterra y Francia ofrecen ayuda (100 000 británicos y 35 000 franceses). Este día envían 15 000 soldados, el resto llegarán después. Los aliados exigen dos condiciones para enviar la ayuda: Finlandia debe solicitar la ayuda oficialmente, Noruega y Suecia deberán permitir el paso de las tropas británicas y francesas por el norte de sus territorios. Finlandia jamás respondió a esta oferta, ya que los líderes finlandeses se dieron cuenta de que la ayuda jamás llegaría a tiempo para salvar a su país.
- 27 de marzo: en Auschwitz (Polonia) Heinrich Himmler, jefe alemán de las SS, ordena la construcción del campo de concentración.
- 31 de marzo: el crucero auxiliar Atlantis al mando del capitán Bernhard Rogge sale de aguas costeras alemanas. Después de varios meses acumula un total de 93 803 toneladas de buques enemigos hundidos y el mismo recibe la Cruz de Hierro el 7 de diciembre de 1940.

### Abril
- 1 de abril: en el Monasterio de El Escorial (Madrid), el general Franco preside la inauguración simbólica del monumento a los caídos (Valle de los Caídos).
- 2 de abril: se publica Poeta en Nueva York de Federico García Lorca (asesinado cuatro años atrás).
- 7 de abril: 
  - En Burbank (California), la aviadora estadounidense Jacqueline Cochran bate el récord de velocidad en circuito cerrado, con un promedio de 521,428 km/h.
  - Fracasa un intento británico de cerrar el Danubio a su paso por las Puertas de Hierro.
- 9 de abril: Alemania invade Dinamarca y Noruega.

### Mayo
- 8 de mayo: en Costa Rica asume la presidencia Rafael Ángel Calderón Guardia
- 10 de mayo: 
  - Alemania invade Bélgica, los Países Bajos y Luxemburgo.
  - En Reino Unido, Winston Churchill comienza su primer mandato.
- 11 de mayo: Gran Bretaña fue el primer beligerante que llevó a cabo bombardeos masivos contra una población civil: la ciudad de München Gladbach .
- 13 de mayo: 
  - Alemania invade Francia al cruzar sus ejércitos el río Mosa.
  - En Londres, Winston Churchill, en su primer discurso como primer ministro, dice ante la Cámara de los Comunes: «No tengo nada que ofrecerles más que sangre, esfuerzo, lágrimas y sudor» (blood, toil, tears, and sweat).
- 14 de mayo: 
  - La ciudad neerlandesa de Róterdam es bombardeada por la Luftwaffe, la fuerza aérea nazi alemana.
  - Los Países Bajos se rinden a Alemania.
- 15 de mayo: en Condado de San Bernardino (California) se funda la cadena de restaurantes McDonald's.
- 17 de mayo: las tropas nazis entran en Bruselas.
- 18 de mayo: un terremoto de 6,9 sacude el sur del estado de California dejando 9 fallecidos.
- 24 de mayo: un terremoto de 8,4 sacude las ciudades de Lima y Callao y gran parte del territorio peruano dejando un saldo de 300 muertos y 3.500 heridos.
- 27 de mayo: las tropas británicas son evacuadas de Dunkerque ante el avance alemán.

### Junio
- 1 de junio: 
  - Prosigue el ataque alemán a Dunkerque.
  - El general Lord Gort, comandante en jefe de la Fuerza Expedicionaria Británica, regresa desde Flandes con tropas evacuadas.
  - La Luftwaffe ataca los centros industriales en el valle del Ródano, desde Lyon hasta Marsella.
  - En Noruega, los británicos evacúan el área de Bodo, 190 km al suroeste de Narvik.
  - El desempleo en el Reino Unido desciende en el mes de mayo a 92 000 personas, totalizando 881 000 desempleados. En un año se ha reducido el paro en 611 000 personas.
  - En el Reino Unido se retiran todas las señales que pudieran favorecer el lanzamiento de paracaidistas enemigos.
  - El Almirantazgo británico anunció la pérdida de seis destructores y otros 24 pequeños barcos de la Marina Real británica, asegurando que en la operación habían participado 222 barcos de la flota británica y otras 665 embarcaciones, hundiéndose un total de 226 a causa de los ataques alemanes.
  - París es bombardeada por 300 aviones alemanes. Se calculan 900 bajas civiles.
  - En el Reino Unido, todos los extranjeros y personas sin nacionalidad, tienen prohibido salir de sus casas entre las 22:30 y las 6:00 h.
  - En el Reino Unido, el Gobierno cierra los campos de vacaciones que se encuentran a diez millas (16 km) de las costas este y sudoeste de Inglaterra y de la Isla de Wight.
- 3 de junio: se completa la evacuación de Dunkerque. Han logrado escapar 224 686 británicos y 141.445 franceses y belgas.
- 4 de junio: 
  - Finaliza la evacuación aliada de Dunkerque.
  - Winston Churchill pronuncia un discurso en la Cámara de los Comunes, «Lucharemos en las playas, en los campos, en las calles y en las colinas, jamás nos rendiremos».
  - En Alemania, los aviones franceses atacan Múnich y Fráncfort del Meno como represalia por el bombardeo de París.
- 5 de junio: 
  - A 160 km de París se libra la Batalla de Francia se inicia con una ofensiva alemana en el Somne, a lo largo de un frente de 190 km que ataca el ala izquierda del ejército francés.
  - El comandante de la defensa nacional Ironside, anuncia la creación de los Ironsides, pequeños grupos de hombres armados, de gran movilidad para la defensa contra los ataques paracaidistas.[2]
- 6 de junio: 
  - Los tanques alemanes en grupos en 200 a 300 unidades, pasan a través de las líneas francesas en dos sectores en el frente del Somne.
  - En Amiens y Péronne se producen fuertes pérdidas.
  - En numerosas zonas de la costa este de Inglaterra tienen lugar ataques aéreos.
  - En Francia, De Gaulle es nombrado Subsecretario de Defensa.
  - En el Reino Unido se prohíbe la producción de cientos de artículos caseros.
  - En el Reino Unido, el Gobierno ordena que todos los alemanes y austriacos que viven en el país entreguen sus aparatos de radio.
- 7 de junio: 
  - En el frente del Bresles (100 km al norte de París) las tropas aliadas retroceden.
  - Los franceses bombardean Berlín.
- 10 de junio: Italia declara la guerra a Francia y al Reino Unido.
- 11 de junio: 
  - Australia, Nueva Zelanda y Sudáfrica declaran la guerra a Italia.
  - En Italia, la RAF británica bombardea Turín y las pistas aéreas y los depósitos de petróleo de las colonias italianas del este de África y Libia.
  - Los italianos bombardean Malta.
  - París se prepara para el asedio mientras la Luftwaffe ataca la ciudad.
  - En el puerto de Trondheim (Noruega), la RAF ataca a los barcos alemanes.
  - Se ordena a los propietarios de refugios caseros Anderson que los tengan reglamentados y listos para su inmediata utilización.
- 12 de junio: 
  - Los alemanes cruzan el río Marne, consolidando su cabeza de puente al sur del Sena y aseguran haber tomado Reims.
  - La mayor parte de la 51.ª División de Montaña ha sido dispersada y capturada luego por Erwin Rommel en St.Valery en Caux.
  - La RAF bombardea Turín y Génova y termina en Tobruk (Libia).
  - En el sur de Creta, el submarino italiano Bagnolini hunde al crucero británico HMS Calypso.
- 13 de junio: 
  - Los alemanes avanzan sobre París.
  - El general Weygand declara a París ciudad abierta.
  - Frente a las costas de Irlanda, el submarino U-25 torpedea al crucero mercante Scotsoun. Mueren seis miembros de la tripulación.
  - En el Golfo de Tarento, el destructor italiano Strale hunde al submarino HMS Odín.
- 14 de junio: 
  - Los alemanes entran en París.
  - La ciudad de El Havre es tomada por el general alemán Erwin Rommel.
  - El gobierno francés se traslada a Burdeos.
  - El Ejército franquista ocupa la Ciudad internacional de Tánger.
  - Ultimátum soviético a Lituania.
- 15 de junio: 
  - Los alemanes toman Verdún y cruzan el río Rin hacia Francia, a la altura de Estrasburgo. Maxime Weygand se niega a rendir al ejército francés.
  - 15 de junio: el presidente estadounidense Roosevelt asegura a Paul Reynaud que duplicará la ayuda.
  - 15 de junio: los rusos entran en Lituania.
  - Se anuncia un nuevo acuerdo fronterizo Germano-ruso.
  - Los alemanes abren el campo de concentración de Auschwitz que, según versión oficial, será ocupado por 100 000 trabajadores forzosos de la factoría de IG Farben.
- 16 de junio: 
  - Francisco Franco le envía una carta a Hitler donde plantea las condiciones de entrada de España en la guerra, que no fueron aceptadas.
  - Paul Reynaud presenta su dimisión al Gobierno y sugiere ―seguido por los presidentes del Senado y de la Cámara de Diputados―, confiar la presidencia del Consejo al mariscal de campo Pétain, elección que sería aprobada por el presidente de la República Albert Lebrun.
  - El frente francés se resquebraja.
  - Los alemanes han roto las líneas francesas desde Champagne a Dijón y anuncian que la línea Maginot ha sido traspasada.
  - El Mariscal de Campo Petain forma un gobierno con Maxime Weygand como Ministro de Defensa Nacional.
  - Frente a las costas de Siracusa (Sicilia), cuatro lanzas torpederas italianas hunden al submarino británico HMS Grampus.
- 17 de junio: 
  - Tropas soviéticas ocupan Estonia, Letonia y Lituania.
  - Con el consejo del general Maxime Weygand, jefe del Estado Mayor, Pétain anunció su intención de solicitar el armisticio.
  - En St. Nazaire (al noroeste de Francia) los alemanes bombardean y hunden el transatlántico británico RMS Lancastria. Mueren más de 4000 personas. La censura de guerra impide que esta historia se conozca.
  - Winston Churchill se dirige a su pueblo, a través de la radio, asegurando que los británicos lucharán para defender sus islas hasta que se desvanezca el fantasma de Hitler.
  - El desempleo en el Reino Unido desciende en 114 000 personas durante el mes de mayo, la cifra actual de desempleados es de 767.000 personas.
- 18 de junio: 
  - El ejército francés emprende una retirada general.
  - Adolf Hitler y Benito Mussolini se reúnen en Múnich para discutir la petición de paz formulada por los franceses.
  - Desde Inglaterra, De Gaulle habla por radio: «Francia ha perdido una batalla pero no ha perdido la guerra».
  - Winston Churchill se dirige a la Cámara de los Comunes: «Comportémonos de manera que en el futuro se pueda decir: “Esa fue la hora más gloriosa de ellos”».
  - Los aviones alemanes atacan el estuario del Támesis y la costa este.
- 19 de junio: 
  - Los alemanes llegan al río Loira, avanzan sobre Lyon y ocupan Estrasburgo. Erwin Rommel toma Cherburgo. Avanzan hacia el Sur en dirección al Loira inferior y Rochefort. Toman Saumur y Tours.
  - El Ministerio británico de información envía a todos los propietarios de casas el folleto «Si llega la invasión», mientras gran número de bombarderos alemanes atacan el país.
  - El Jockey Club anuncia que no habrá más carreras hacia nuevo aviso.
- 20 de junio: 
  - Enviados franceses atraviesan las líneas alemanas para recoger las condiciones del armisticio.
  - Los alemanes toman el puerto de Brest, en Bretaña.
  - La RAF bombardea el campo aéreo de Ruan.
  - En Londres, las dos cámaras del parlamento británico se reúnen en sesión secreta, para discutir la Defensa Nacional.
  - Al oeste de Altham al límite de Accrington, seis bombas de alto poder explosivo. Tres muertos. Una casa destruida, tres dañadas. Bombas incendiarias lanzadas sobre Clayton-le-Moors, Inglaterra.
- 21 de junio: Adolf Hitler hace saber sus condiciones a los representantes franceses en el mismo vagón de ferrocarril en el que los alemanes firmaron la rendición en 1918.
- 22 de junio: 
  - Francia se rinde ante Alemania (Armisticio del 22 de junio de 1940).
  - Será firmado el Armisticio en Rethondes, después de haber sido aprobado por el Consejo de Ministros y por el presidente de la República.
  - Los representantes franceses firman el armisticio en Compiègne, volando después hacia Roma para negociar con Benito Mussolini.
  - Los alemanes cruzan con gran empuje el río Loira.
  - Los italianos bombardean Alejandría (Egipto).
  - Se completa en plan de evacuación de la Junta del Condado de Londres, 100 000 niños serán evacuados hacia el oeste del país y Gales.
- 23 de junio: 
  - Continúan los avances de los alemanes hacia la costa oeste de Francia.
  - Pierre Laval es designado vice primer ministro.
  - Charles De Gaulle ―degradado por Maxime Weygand― anuncia la formación del Comité Nacional Francés, en Londres, para continuar la lucha.
  - Los británicos realizan su primer ataque de comando en Francia, en Le Touquet.
- 24 de junio: 
  - Los franceses firman en armisticio con Italia cerca de Roma.
  - China protesta ante Francia por el cierre de la frontera indochina.
  - Los japoneses exigen el cierre de la carretera de Birmania, controlada por los británicos y utilizada para enviar suministros a las tropas chinas.
- 25 de junio: 
  - El alto el fuego francés tendrá efecto a partir de la 1:35 h de la madrugada.
  - Winston Churchill afirma que Francia no está libre de obligaciones.
  - Primera alarma aérea matutina en Londres.
- 26 de junio: 
  - El bloqueo alemán de alimentos y materiales de guerra sobre Gran Bretaña se extiende a Francia.
  - De Gaulle forma la Legión de Voluntarios Franceses en Londres.
- 27 de junio: 
  - Los alemanes llegan a la frontera Franco-española.
  - El comandante en jefe francés en Siria acepta las condiciones del armisticio.
  - Las tropas japonesas ocupan parte de la península de Hong Kong.
- 28 de junio: 
  - El gobierno británico reconoce a De Gaulle como líder de los franceses libres.
  - Las islas del Canal de la Mancha son desmilitarizadas y parcialmente evacuadas.
  - Aviones alemanes bombardean la Isla de Jersey.
- 29 de junio: en la ciudad de Vichy (una zona no ocupada por el ejército alemán) se instala el Gobierno francés.
- 30 de junio: 
  - Los alemanes ocupan Guernsey.
  - Se rinden los últimos defensores de la Línea Maginot.
  - El gobierno general de Hong Kong ordena la evacuación de las mujeres y niños hacia Filipinas, mientras los japoneses bloquean la colonia.

### Julio
- 1 de julio: se conforma el 5.º Cuerpo Mecanizado soviético.
- 5 de julio: en Mazalquivir, comienza el ataque de la armada británica contra la armada francesa, en el marco de la Batalla de Mazalquivir.
- 5 de julio: 
  - Gran Bretaña y el Régimen de Vichy francés rompen las relaciones diplomáticas.
  - Se termina el Fin de cursos del Año escolar 1939 - 1940 de la SEP en México.
- 7 de julio: 
  - Se celebraron las Elecciones de México en cuyo candidato a la presidencia Manuel Ávila Camacho.
  - Nace en Inglaterra Ringo Starr, exintegrante de The Beatles
- 10 de julio: comienza la Batalla de Inglaterra.
- 15 de julio: se conforma el 6.º Cuerpo Mecanizado soviético.
- 18 de julio: el general Franco reclama oficialmente Gibraltar.

### Agosto
- 2 de agosto: en Japón, un terremoto de 7,5 provoca un destructivo tsunami con olas de hasta 2 metros que dejan 10 muertos y una veintena de heridos.
- 19 de agosto: en México, Guillermo González Camarena patenta la primera televisión a color. Pt US2296019
- 20 de agosto: en Coyoacán (México), el agente estalinista Ramón Mercader asesina a León Trotski.
- 25 de agosto el 4.º Cuerpo Mecanizado, que se componía de 797 tanques soviéticos.
- 26 de agosto: en Costa Rica, se funda la Universidad de Costa Rica.

### Septiembre
- 21 de septiembre: Explota el polvorín del Pinar de Antequera provocando más de 100 muertos al sur de Valladolid.
- 28 de septiembre: en Lomas de Zamora (Buenos Aires) se habilita oficialmente el estadio del Club Atlético Los Andes.

### Octubre
- 4 de octubre: en Brénnero (Italia), en el marco de la Segunda Guerra Mundial, se encuentran Adolf Hitler y Benito Mussolini.
- 15 de octubre: Francisco Franco manda fusilar a Lluís Companys, presidente de la Generalidad de Cataluña.
- 23 de octubre: Francisco Franco y Adolf Hitler mantienen una entrevista en Hendaya sobre la participación de España en la Segunda Guerra Mundial
- 27 de octubre: Alemania, Italia y Japón firman el Pacto Tripartito.
- 28 de octubre: Grecia entra en la Segunda Guerra Mundial: Guerra Greco-Italiana.
- 31 de octubre: Charlie Chaplin, actor y escritor británico, estrena la película El gran dictador

### Noviembre
- 5 de noviembre: Elecciones presidenciales de Estados Unidos de 1940. El presidente demócrata Franklin D. Roosevelt rompe la tradición de los dos mandatos máximos y es reelegido para un tercero al vencer cómodamente al republicano Wendell Wilkie con una ventaja de 449 votos electorales para Roosevelt y 82 para Wilkie.
- 7 de noviembre: en Estados Unidos, tras resistir varios minutos de tormenta de viento, el puente de Tacoma colapsa al formarse una Onda estacionaria, y se cae la sección media, no hubo víctimas a excepción de un cocker spainel que estaba atrapado en un auto.
- 10 de noviembre: Un terremoto de 7,7 sacude Rumanía dejando un saldo de 1000 muertos y 4000 heridos.
- 15 de noviembre: en el estado nororiental venezolano de Monagas (Venezuela) se funda la actual población de Punta de Mata, capital del municipio Ezequiel Zamora.
- 16 de noviembre: en Alemania, Adolf Hitler crea el 2.º Grupo Panzer.
- 26 de noviembre: en la cárcel de Jilava ― una aldea a 10 km al sur de Bucarest (Rumanía)― miembros de la antisemita Guardia de Hierro, en venganza por el anterior asesinato de sus dirigentes en 1938, asesinan a 64 presos. (Matanza de Jilava).

### Diciembre
- 1 de diciembre: en México, Manuel Ávila Camacho toma posesión como presidente como su quincuagésimo segundo presidente para el mandato presidencial 1940-1946.
- 20 y 24 de diciembre: dos terremotos de 5,2 y 5,5, respectivamente, sacuden el estado de Nuevo Hampshire.

## Nacimientos

### Enero
- 4 de enero: 
  - Helmut Jahn, arquitecto alemán.(f.2021).
  - Gao Xingjian, escritor chino, premio nobel de literatura en 2000.
  - Brian David Josephson, físico británico.
- 5 de enero: Enrique Rocha, actor mexicano (f. 2021).
- 7 de enero: Russell Banks, novelista, cuentista y guionista de cine estadounidense. (f. 2023).
- 9 de enero: 
  - Ruth Dreifuss, economista suiza.
  - Ernesto El Flaco Suárez, actor y director de teatro.
- 14 de enero: 
  - Julian Bond, activista social estadounidense (f. 2015).
  - Georgie Dann, cantautor francés naturalizado español (f. 2021).
- 15 de enero: Arabella Árbenz, modelo y actriz guatemalteca (f. 1965).
- 16 de enero: Roberto Roena, bongocero y bailarín de salsa puertorriqueño (f. 2021).
- 17 de enero: Tabaré Vázquez, presidente de Uruguay (f. 2020).
- 18 de enero: 
  - Francesc Betriu, director de cine y televisión español (f. 2020).
  - Pedro Rodríguez, piloto de automovilismo mexicano (f. 1971).
  - Iva Zanicchi, presentadora de TV y cantante italiana.
- 20 de enero: 
  - Jana Brejchová, actriz checa.
  - Luis Calán, actor argentino de cine y teatro (f. 1961).
- 21 de enero: 
  - Eduardo Barcesat, abogado argentino defensor de los Derechos Humanos.
  - Lindomar Castilho, cantante brasileño.
  - Jack Nicklaus, golfista estadounidense.
- 22 de enero: John Hurt, actor británico (f. 2017).
- 24 de enero: Joachim Gauck, presidente alemán.
- 28 de enero: 
  - Ernesto Aura, actor español de doblaje, teatro y televisión (f. 2008).
  - Miguel Barnet, poeta, narrador, ensayista, etnólogo y político cubano.
  - Carlos Slim, empresario mexicano y la persona más rica del mundo en 2010 y 2011.
- 29 de enero: Katharine Ross, actriz estadounidense.
- 30 de enero: Zsuzsanna Budapest, escritora estadounidense, activista, periodista, dramaturga y compositora de origen húngaro.

### Febrero
- 1 de febrero:  Héctor Silva, futbolista uruguayo (f.2015).
- 4 de febrero: George A. Romero, cineasta estadounidense (f. 2017).
- 6 de febrero: Tom Brokaw, periodista de televisión estadounidense.
- 7 de febrero: Miquel Bauçà, poeta y escritor español en lengua catalana (f. 2005).
- 8 de febrero: Margaret Brouwer, compositora estadounidense.
- 9 de febrero: 
  - John Maxwell Coetzee, escritor sudafricano, premio nobel de literatura en 2003.
  - Enrique Olivera, político argentino (f. 2014).
  - María Teresa Uribe, socióloga colombiana (f. 2019).
- 10 de febrero: Rodolfo Cerrón Palomino, lingüista peruano dedicado lenguas andinas.
- 12 de febrero: Richard Lynch, actor estadounidense (f. 2012).
- 15 de febrero: Jorge Montenegro, libretista, escritor y columnista hondureño (f. 2018).
- 17 de febrero: Vicente Fernández, cantante, actor y empresario mexicano. (f.2021).
- 18 de febrero: Fabrizio De André, cantautor, poeta y escritor italiano (f.1999).
- 19 de febrero: 
  - Smokey Robinson, cantante estadounidense.
  - Saparmurat Niyazov, presidente de Turkmenistán (f. 2006).
- 20 de febrero: 
  - Jimmy Greaves, futbolista británico (f.2021).
  - Raquel Ércole, actriz colombiana (f. 2021).
- 22 de febrero: Aracy Balabanian, actriz brasileña (f. 2023).
- 23 de febrero: Peter Fonda, actor estadounidense (f. 2019).
- 24 de febrero: Denis Law, futbolista escocés.
- 29 de febrero: 
  - Margit Carstensen, actriz alemana (f. 2023).
  - Felipe Vallese, dirigente de la Juventud Peronista (f. 1962).

### Marzo
- 2 de marzo: 
  - Elena Asins, artista plástica, escritora, conferenciante y crítica de arte española (f. 2015).
  - Manuel Castillo Girón, músico, cantante y compositor hondureño (f. 2023).
  - Juan Luis Galiardo, actor español (f. 2012).
- 3 de marzo: Germán Castro Caycedo, periodista y escritor colombiano (f. 2021).
- 5 de marzo: Graham McRae, piloto de automovilismo neozelandés (f. 2021).
- 7 de marzo: 
  - Rudi Dutschke, activista alemán (f. 1979).
  - Franky Linero, actor colombiano (f. 2007).
  - Jaime Santos, actor y humorista colombiano (f. 2019).
- 8 de marzo: 
  - Susan Clark, actriz canadiense.
  - Johnny Ventura, cantante dominicano (f. 2021).
- 9 de marzo: Raúl Juliá, actor puertorriqueño (f. 1994).
- 10 de marzo: 
  - Renzo Barbieri, escritor, guionista y editor italiano (f. 2007).
  - Chuck Norris, actor estadounidense.

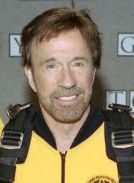

- 11 de marzo: Alberto Cortez, cantautor argentino (f. 2019).
- 12 de marzo: Al Jarreau, músico estadounidense (f. 2017).
- 17 de marzo: María José Alfonso, actriz española.
- 18 de marzo: Niní Bernardello, poeta, artista visual y docente argentina (f. 2020).
- 21 de marzo: 
  - Solomon Burke, músico estadounidense (f. 2010).
  - Rafael Lorente Mourelle, arquitecto uruguayo.
- 23 de marzo: Graham Allison, politólogo estadounidense.
- 24 de marzo: Diego Carcedo, periodista español.
- 25 de marzo: Anita Bryant, cantante estadounidense.
- 26 de marzo: 
  - James Caan, actor estadounidense.(f.2022)
  - Nancy Pelosi, política estadounidense.
- 27 de marzo: Austin Pendleton, dramaturgo y actor estadounidense.
- 28 de marzo: Luis Cubilla, futbolista uruguayo (f. 2013).
- 29 de marzo: Astrud Gilberto, cantante brasileña de bossa nova y samba (f. 2023).
- 30 de marzo: Marina Marín, actriz mexicana.
- 31 de marzo: Patrick Leahy, político, abogado y actor estadounidense.

### Abril
- 1 de abril: 
  - Graciela Paraskevaídis, compositora, musicóloga y docente argentina nacionalizada uruguaya (f. 2017).
  - Wangari Maathai, activista keniana, premio nobel de la paz de 2004 (f. 2011).
- 2 de abril: Mike Hailwood, piloto de automovilismo y motociclismo británico (f. 1981).
- 4 de abril: 
  - Ricahrd Attwood, piloto británico de automovilismo.
  - Luc Boltanski, sociólogo y escritor francés.
  - Ermindo Onega, futbolista argentino. (f. 1979)
  - Nubia Muñoz Calero, científica médica colombiana.
- 5 de abril: Enric Arredondo, actor español (f. 2006).
- 6 de abril: 
  - Homero Aridjis, periodista, escritor y poeta mexicano.
  - Pedro Armendáriz Jr., actor mexicano (f. 2011).
  - Chicho Sánchez Ferlosio, cantautor español (f. 2003).
  - Andrés Pajares, actor, director, guionista y humorista.
- 9 de abril: 
  - Antonio Capuano, director de cine, guionista, dramaturgo, escenógrafo y docente italiano.
  - Ernesto Cavour, cantautor, músico, inventor de instrumentos musicales y autor de métodos de aprendizaje para tocar instrumentos y ritmos del folklore boliviano (f. 2022).
- 10 de abril: Carlos Manuel Varela, director de teatro, dramaturgo, gestor cultural y profesor uruguayo (f. 2015).
- 11 de abril: Héctor Mora, periodista colombiano (f. 2017).
- 12 de abril: Herbie Hancock, músico estadounidense.
- 13 de abril: 
  - J. M. G. Le Clézio, escritor francés, premio nobel de literatura de 2008.
  - José Nápoles, boxeador cubano nacionalizado mexicano (f. 2019).
  - Max Mosley, piloto británico de automovilismo (f. 2021).
- 14 de abril: Julie Christie, actriz británica.
- 15 de abril: Jeffrey Archer, político y escritor británico.
- 16 de abril: 
  - Margarita II de Dinamarca, reina de Dinamarca.
  - Federico Prieto Celi, periodista, ensayista y politólogo peruano.
  - Iván Marino Ospina, político y guerrillero colombiano (f. 1985).
- 17 de abril: 
  - Germán Berríos, médico neuropsiquiatra, filósofo, historiador y psicólogo peruano.
  - Yvonne Blake, diseñadora de vestuario española-británica (f. 2018).
  - Claire Bretécher, historietista francesa (f. 2020).
  - Siegfried Jerusalem, tenor alemán.
- 18 de abril: Manuel de las Casas, arquitecto español (f. 2014).
- 19 de abril: 
  - Kurt Ahrens, piloto alemán de automovilismo.
  - José Luis Gómez, actor español.
- 20 de abril: 
  - Inocencio Arias, diplomático español.
  - Pilar Miró, directora de cine, teatro y televisión española (f. 1997).
  - Alberto Vázquez, cantante y actor mexicano.
- 21 de abril: Souleymane Cissé, cineasta maliense.
- 23 de abril: Dietrich Schwanitz, escritor alemán (f. 2004).
- 25 de abril: Al Pacino, actor estadounidense.
- 26 de abril:
  - Patrick Bricard, actor y director francés (f. 2019).
  - Giorgio Moroder, músico y productor italiano.
- 28 de abril: Raúl Parentella, pianista, violinista, arreglador y compositor argentino (f. 2021).

### Mayo
- 2 de mayo: Raúl Padilla "Chóforo", actor y comediante mexicano (f. 2013).
- 4 de mayo: 
  - Ricardo Bisignani, médico argentino.
  - Robin Cook, escritor estadounidense.
- 5 de mayo: 
  - Lance Henriksen, actor estadounidense.
  - Michael Lindsay-Hogg, cineasta y documentalista.
- 7 de mayo: 
  - Alcira Argumedo, socióloga, investigadora, política y docente universitaria argentina. (f. 2021).
  - Angela Carter, periodista y novelista británica (f. 1992).
- 8 de mayo: 
  - Peter Benchley, escritor estadounidense (f. 2006).
  - Irwin Cotler, político, ministro de Justicia y abogado canadiense.
  - Ricky Nelson, cantante, guitarrista y actor estadounidense (f. 1985).
- 9 de mayo: James L. Brooks, escritor y productor estadounidense.
- 10 de mayo: Oscar Bonello, conferencista, escritor, ingeniero, inventor, investigador y profesor universitario argentino.
- 11 de mayo: Alejandro Ciangherotti II, actor argentino (f. 2004).
- 13 de mayo: Bruce Chatwin, novelista y escritor de viajes inglés (f. 1989).
- 15 de mayo: 
  - Carlos Bielicki, maestro internacional de ajedrez argentino.
  - Lainie Kazan, actriz y cantante estadounidense.
- 17 de mayo: Peter Gerety, actor estadounidense.
- 18 de mayo: Salvo Basile, actor italo-colombiano.
- 21 de mayo: Tony Sheridan, músico, cantante y compositor británico (f. 2013).
- 22 de mayo: Carlos Galván, bandoneonista, director de orquesta y compositor argentino de tango (f. 2014).
- 23 de mayo: Gérard Larrousse, piloto francés de automovilismo.
- 24 de mayo: 
  - José Joe Baxter, guerrillero argentino (f. 1973).
  - Joseph Brodsky, poeta ruso, premio nobel de literatura en 1987 (f. 1996).
  - Christoph Wolff, musicólogo alemán.
- 25 de mayo: 
  - Deanna Dunagan, actriz estadounidense.
  - Nobuyoshi Araki, fotógrafo japonés.
- 27 de mayo: Eduardo Charreau, científico argentino especializado en endocrinología molecular y hormonodependencia tumoral (f. 2019).
- 31 de mayo: Alfonso Guerra González, político español.

### Junio
- 1 de junio: René Auberjonois, actor estadounidense (f. 2019).
- 3 de junio: Antonio Brack Egg, educador, científico, escritor e investigador peruano (f. 2014).
- 4 de junio: Giuseppe Amara Pace, médico, psicoanalista, psiquiatra, escritor y maestro italo-eritreo  (f. 2022).
- 5 de junio: Carmen Damaris Chea Cedeño, científica ingeniera agrónoma panameña.
- 7 de junio: Tom Jones, cantante británico.
- 8 de junio: Nancy Sandra Sinatra Barbato, «Cantante y Actriz»; hija del cantante Frank Sinatra.
- 10 de junio: Arnaldo Coen, artista plástico mexicano.
- 12 de junio: Nuria Carresi, actriz española (f. 1999).
- 14 de junio: Jack Bannon, actor de teatro y televisión estadounidense (f. 2017).
- 16 de junio: Ludovic Booz, pintor y escultor haitiano (f. 2015).
- 18 de junio: Miguel Herrero y Rodríguez de Miñón, político y jurista español.
- 19 de junio: Wolfgang Burmann, director artístico español.
- 20 de junio: Josep Maria Benet i Jornet, dramaturgo y guionista de televisión español (f. 2020).
- 22 de junio: Abbás Kiarostamí, cineasta iraní (f. 2016).
- 23 de junio: 
  - Ángela Teresa Bielus, arquitecta argentina (f. 2020).
  - Stuart Sutcliffe, bajista británico, de la banda The Beatles (f. 1962).
- 25 de junio: 
  - Claudia Lapacó, actriz argentina.
  - Mary Beth Peil, actriz y cantante estadounidense.
  - Ramón Buenaventura, escritor español.
- 27 de junio: Eugen Cicero, pianista rumano naturalizado alemán (f. 1997).
- 30 de junio: Víctor Erice, cineasta español.

### Julio
- 2 de julio: Eduardo Carrasco Pirard, músico, compositor, poeta, escritor y filósofo chileno.
- 3 de julio: 
  - Laura Almerich, guitarrista española (f. 2019).
  - Fontella Bass, cantante estadounidense (f. 2012).
  - Juan José Arenas de Pablo, ingeniero de caminos español (f. 2017).
  - César Tovar, beisbolista venezolano (f. 1994).
- 4 de julio: 
  - Marisa Carrillo, locutora de radio española. (f. 2019).
  - Miguel Ángel Estrella, pianista y activista argentino de los Derechos Humanos (f. 2022).
  - Karolyn Grimes, actriz estadounidense.
- 5 de julio: 
  - James Herbert Brennan, escritor de literatura fantástica y ocultismo irlandés (f. 2024).
  - Chuck Close, pintor fotorrealista y fotógrafo estadounidense. (f. 2021).
- 7 de julio: 
  - Dora Baret actriz argentina de cine y televisión.
  - Ringo Starr (Richard Starkey), baterista británico, de la banda The Beatles.
- 8 de julio: Roberto Carri, sociólogo y ensayista argentino desaparecido (f. 1977).
- 11 de julio: Alberto Benegas Lynch, economista, profesor, intelectual, conferencista y escritor argentino.
- 12 de julio: Anja Breien, directora de cine y guionista noruega.
- 13 de julio: Patrick Stewart, actor británico.
- 16 de julio: Luis Arias, compositor y docente argentino (f. 2018).
- 17 de julio: Tim Brooke-Taylor, comediante y actor británico (f. 2020).
- 18 de julio: 
  - James Brolin, actor de cine y televisión, productor y director estadounidense.
  - Anna Chromý, pintora y escultora checa.
- 19 de julio: Vicky Carr, cantante y actriz estadounidense de nacionalidad mexicana.
- 21 de julio: Alcy Cheuiche, escritor brasileño.
- 22 de julio: Thomas Martin, contrabajista británico de origen estadounidense.
- 23 de julio: Jesús Munárriz, poeta y editor español.
- 24 de julio: Dan Hedaya, actor estadounidense.
- 25 de julio: 
  - Santiago Cerón, cantante, músico y compositor dominicano (f. 2011).
  - Sergio Faraco, escritor y traductor brasileño.
- 26 de julio: César Calvo, poeta, escritor y compositor peruano.
- 27 de julio: 
  - José Barluenga, químico e investigador español (f. 2016).
  - Pina Bausch, bailarina, coreógrafa y directora alemana (f. 2009).
- 29 de julio: Fabio Poveda Márquez, periodista colombiano (f. 1998).

### Agosto
- 1 de agosto: Consuelo Araújo Noguera, conocida como «La Cacica», política, escritora y gestora cultural colombiana (f. 2001).
- 3 de agosto:
  - Emilia Carranza, actriz mexicana.
  - Martin Sheen, actor estadounidense.
- 4 de agosto: 
  - Coriún Aharonián, compositor y musicólogo uruguayo (f. 2017).
  - Larry Knechtel, tecladista y guitarrista estadounidense de rock (f. 2009).
- 7 de agosto:
  - Nelson Ávila, bailarín de tango y coreógrafo argentino.
  - Jean-Luc Dehaene, político belga (f. 2014).
- 8 de agosto: Adolfo Pacheco, cantautor colombiano de música vallenata (f. 2023).
- 9 de agosto: 
  - Mario Almela, pintor mexicano (f. 2017).
  - Mercedes Alonso, actriz española.
- 12 de agosto: Tony Allen, baterista y compositor nigeriano (f. 2020).
- 14 de agosto: 
  - Lila Morillo, cantante y actriz venezolana.
  - Ricardo Sánchez Candelas, escritor, político e ingeniero español.
  - Gabriel Cisneros, político español (f. 2007).
- 15 de agosto: 
  - Dora Barrancos, socióloga, historiadora y feminista argentina.
  - Gudrun Ensslin, terrorista alemán, fundador de la Facción del Ejército Rojo (f. 1977).
  - Fernando Robles, actor mexicano de origen portugués.
- 16 de agosto: Helios Fernández, actor colombo-español (f. 2004).
- 17 de agosto: Juan Castro Nalli, compositor y concertista de piano peruano.
- 19 de agosto: 
  - Jill St. John, actriz estadounidense.
  - José Luis Balbín, periodista español (f.2022 )
- 23 de agosto: 
  - Tony Bill, actor, productor y director de cine estadounidense.
  - Carmen de la Maza, actriz española (f.2022).
- 24 de agosto: 
  - Christon Archer, historiador canadiense dedicado a la historia de México colonial (f. 2021).
  - Isabel Steva Hernández conocida como Colita, fotógrafa española (f. 2023).
- 28 de agosto: 
  - Ken Jenkins, actor estadounidense.
  - Uma Aaltonen, escritora finlandesa. (f.2009).
- 30 de agosto: Ricardo Bauleo, actor argentino de cine, teatro y televisión (f.2014).
- 31 de agosto: Jack Thompson, actor australiano.

### Septiembre
- 3 de septiembre: 
  - Eduardo Galeano, escritor uruguayo.(f. 2017).
  - Felipe Pirela, cantante venezolano. (f. 1972).
  - Pauline Collins, actriz británica.
- 4 de septiembre: George Boolos, filósofo y estudioso de lógica matemática estadounidense.(f.1996).
- 5 de septiembre: Raquel Welch, actriz, cantante y modelo estadounidense (f. 2023).
- 6 de septiembre: Elwyn Berlekamp, matemático estadounidense.(f. 2019).
- 7 de septiembre: 
  - Dario Argento, director, productor, editor y guionista de cine italiano.
  - Tomás Campos, cantante folclórico argentino.(f. 2001).
  - Giuseppe Giacomini, tenor italiano.(f. 2021).
- 8 de septiembre: Elly de Waard, poetisa neerlandesa.
- 9 de septiembre: 
  - Jaime Blanch, actor español.
  - Rosalba Campra, escritora argentina.
- 10 de septiembre: 
  - Roy Ayers, cantante, vibrafonista y compositor estadounidense de jazz, jazz ácido y R&B.
  - Cecilia Bartolomé, directora de cine, guionista y productora española.
  - Dacia González, actriz mexicana.
- 11 de septiembre: Germano Celant, historiador del arte, crítico y comisario artístico italiano (f. 2020).
- 12 de septiembre: Linda Gray, actriz estadounidense.
- 13 de septiembre: Óscar Arias Sánchez, presidente costarricense entre 1986 y 1990, y desde 2006, premio nobel de la paz en 1987.
- 14 de septiembre: 
  - Larry Brown, entrenador estadounidense de baloncesto.
  - María Teresa Forero, docente universitaria, escritora, traductora y dramaturga argentina.
  - Ramón del Hoyo López, obispo español.
- 15 de septiembre: Chris Menges, cineasta británico.
- 16 de septiembre: Ana Castell, actriz de radio, cine, teatro y televisión venezolana.
- 19 de septiembre: 
  - Eduardo Mateo, músico y compositor uruguayo (f. 1990).
  - Paul Williams, músico, compositor, cantautor y actor estadounidense.
- 22 de septiembre: 
  - Mercedes Carreras, actriz de cine, teatro y televisión y autora teatral argentina.
  - Teresa Mendizábal, científica española. (f.2022).
- 23 de septiembre: 
  - Mohammad Reza Shayarián, cantante de música tradicional persa y músico iraní (f. 2020).
  - Michel Temer, político brasileño.
  - Eduardo Bähr, escritor hondureño (f. 2023).
- 24 de septiembre: María Amelia Baltar, cantante argentina.
- 25 de septiembre: Hugo Blanco, músico, productor musical y compositor venezolano (f. 2015).
- 27 de septiembre: 
  - Kenneth Binmore, matemático, economista y teórico de juegos británico.
  - Fatima Mernissi, escritora y socióloga feminista marroquí (f. 2015).
- 29 de septiembre: Nicola Di Bari, músico y compositor italiano.
- 30 de septiembre: Manana Avazashvili, pedagoga y musicóloga georgiana.

### Octubre
- 1 de octubre: Oscar Balducci, fotógrafo argentino (f. 2012).
- 3 de octubre: 
  - Walter Alvarez, 	Geólogo, físico, arqueólogo, profesor universitario y paleontólogo estadounidense.
  - Nacha Guevara, actriz, cantante, bailarina y directora teatral argentina.
- 4 de octubre: Silvio Marzolini, futbolista y entrenador argentino. (f. 2020).
- 6 de octubre: Manfred Bietak, arqueólogo y egiptólogo austriaco.
- 8 de octubre: María Àngels Cardona i Florit, botánica, profesora y científica española (f. 1991).
- 9 de octubre: 
  - Luis Britto García, escritor, historiador, ensayista y dramaturgo venezolano.
  - John Lennon, músico británico de rock, cofundador del grupo The Beatles (f. 1980).
- 10 de octubre: Alberto Zumarán, político uruguayo. (f.2020).
- 11 de octubre: Pouri Banai, actriz iraní.
- 13 de octubre: Ramón Barnils,  periodista español, traductor y profesor universitario de Cataluña (f. 2001).
- 14 de octubre: 
  - Cliff Richard, cantante británico.
  - Carlos Bonavides, actor mexicano.
- 15 de octubre: Norma Bessouet, pintora, dibujante y grabadista argentina (f. 2018).
- 16 de octubre: 
  - Paulina Brugnoli, artista visual chilena.
  - Nils Burwitz, escultor alemán.
  - Barry Corbin, actor estadounidense.
  - Dave DeBusschere, baloncestista estadounidense (f.2003).

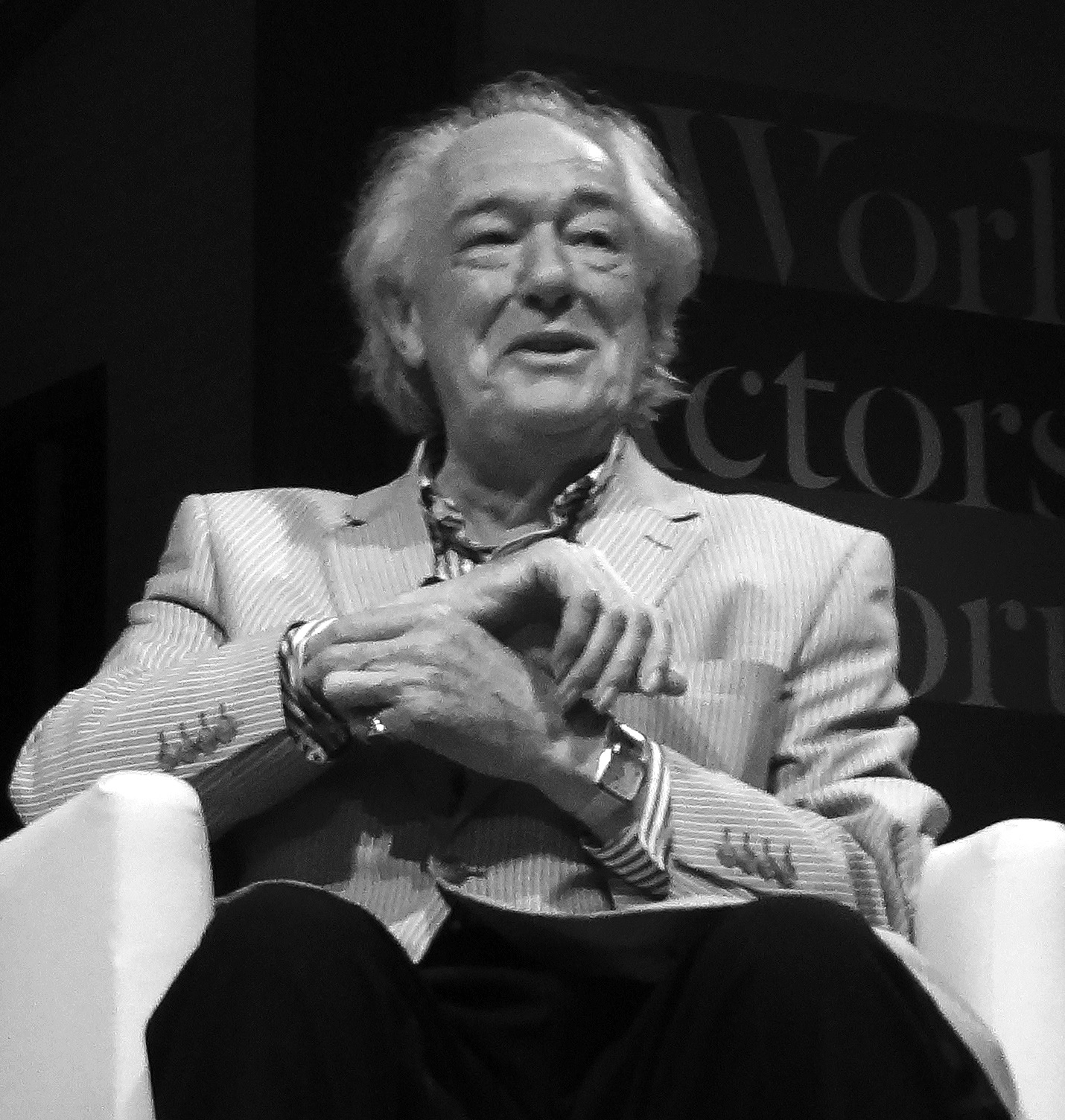
Michael Gambon

- 19 de octubre: Michael Gambon, actor irlandés. (f.2023).
- 20 de octubre: Jean Clair, escritor, historiador de arte, polemista y académico francés.
- 23 de octubre: Pelé, futbolista brasileño (f.2022).
- 26 de octubre: 
  - José María Arancedo, obispo argentino, presidente de la Conferencia Episcopal.
  - Juan Carlos Cernadas Lamadrid, guionista de cine y televisión argentino (f. 2017).
  - Ernesto Cisneros, futbolista mexicano.
- 27 de octubre: 
  - Julio Baccaro, autor, actor, maestro y director de teatro argentino (f. 2016).
  - John Gotti, gánster estadounidense de ascendencia italiana.
- 29 de octubre: 
  - Frida Boccara, cantante francesa (f. 1996).
  - José Manuel Cervino, actor español.
- 31 de octubre: 
  - Jorge Schussheim, cantautor, autor y humorista argentino (f. 2020).
  - Walderez de Barros, actriz brasileña.

### Noviembre
- 2 de noviembre: Vincenzo Cerami, guionista italiano (f. 2013).
- 3 de noviembre: José Luis Ardissone, arquitecto, actor, director, escenógrafo y vestuarista paraguayo.
- 4 de noviembre: Manuel Ojeda, actor mexicano (f. 2022).
- 5 de noviembre: Elke Sommer, actriz alemana.
- 7 de noviembre: Dakin Matthews, actor estadounidense.
- 10 de noviembre: 
  - Pierre Bameul, escritor francés.
  - Joan Borràs, actor español.
  - "Screaming Lord" Sutch (David Sutch), cantautor y político británico (f. 1999).
- 11 de noviembre: Alicia Aller, vedette y actriz argentina (f. 2008).
- 12 de noviembre: Humberto Arango, actor de teatro, cine y televisión colombiano (f. 2018).
- 14 de noviembre: Bill Bolender, actor estadounidense.
- 15 de noviembre: 
  - René Avilés Fabila, escritor, periodista y catedrático universitario mexicano (f. 2016).
  - Roberto Cavalli, diseñador de modas italiano.
  - Sam Waterston, actor estadounidense.
- 16 de noviembre: Jorge Roldán, futbolista y entrenador guatemalteco.
- 20 de noviembre: Wendy Doniger, indóloga estadounidense.
- 21 de noviembre: Claudio Biern Boyd, productor, guionista, empresario, director de cine y animador español (f. 2022).
- 22 de noviembre: Terry Gilliam, actor y director británico.
- 24 de noviembre: 
  - Marshall Berman, filósofo estadounidense.
  - Valeriano Bozal, historiador español (f. 2023).
- 26 de noviembre: Enrico Bombieri, matemático italiano.
- 27 de noviembre: Bruce Lee, actor de cine y artista marcial estadounidense (f. 1973).
- 29 de noviembre: 
  - Arturo Zambo Cavero, cantautor peruano de música criolla (f. 2009).
  - Chuck Mangione, trompetista y compositor estadounidense.
- 30 de noviembre: Makio Inoue, seiyū japonés.(f.2019)

### Diciembre
- 1 de diciembre:
  - Ysmael Álvarez Rodríguez, médico y científico español nacido en Ciudad de México (f. 2013)
  - Minori Matsushima, seiyū japonesa (f. 2022)
  - Richard Pryor, actor y comediante estadounidense (f. 2005).
- 2 de diciembre: 
  - Danilo Antón, geógrafo uruguayo.
  - Oscar Araiz, coreógrafo y director de danza argentino.
- 4 de diciembre: Freddy Cannon, cantante de rock and roll estadounidense.
- 5 de diciembre: 
  - Quince Duncan, escritor afrocaribeño costarricense.
  - Michael Jones, historiador británico (f. 2023)
- 6 de diciembre: 
  - Adriana Asenjo, pintora y grabadora chilena.
  - Justo Betancourt, cantante cubano.
- 7 de diciembre: Ana Ávalos, escultora chilena.
- 11 de diciembre: 
  - Manuel Martín Ferrand, periodista español. (f. 2013).
  - David Gates, músico estadounidense, de la banda Bread.
- 12 de diciembre: 
  - Dionne Warwick, cantante estadounidense
- 14 de diciembre: 
  - Consuelo Armijo, escritora española (f. 2011).
  - Gustavo Bergalli, músico argentino de jazz, trompetista y director de big band.
  - Paco Camino, torero español.
- 15 de diciembre: Teresa Arellano, matemática y docente peruana.
- 16 de diciembre: Ariel Martínez, compositor y bandoneonista uruguayo (f. 2019).
- 17 de diciembre: 
  - Édika, historietista egipcio-francés.
  - Alicia Muñoz, escritora, guionista y dramaturga argentina.
  - María Elena Velasco, actriz mexicana (f. 2015).
- 18 de diciembre: Víctor Castro, cantante chileno.
- 21 de diciembre: Frank Zappa, músico estadounidense de rock (f. 1993).
- 22 de diciembre: Danny Chilean, compositor, cantante y músico chileno (f. 2014).
- 28 de diciembre: Mario Kreutzberger, presentador chileno de televisión.
- 29 de diciembre: Alfonso Lizarazo, presentador de televisión colombiano.
- 30 de diciembre: James Burrows, director de televisión estadounidense.

### Fechas desconocidas
- Carlos Álvarez-Nóvoa, autor, escritor, profesor, director teatral y actor español (f. 2015).
- Héctor Anabitarte, escritor y activista gay argentino.
- Lila Yolanda Andrade, educadora, escritora y guionista mexicana (f. 2015).
- María Arrillaga, poetisa puertorriqueña.
- Francisco Cerecedo, periodista español (f. 1977).
- Joaquín Marta Sosa, poeta, periodista y ensayista venezolano.

## Fallecimientos

### Enero
- 4 de enero: Manuel González García, prelado español (n. 1877).
- 21 de enero: Einar Benediktsson, poeta, abogado y empresario islandés (n. 1864).

### Febrero
- 8 de febrero: Antonio Escobar, militar español (n. 1879).
- 18 de febrero: Mauricio López-Roberts, diplomático y escritor español (n. 1873).
- 27 de febrero: Peter Behrens, arquitecto alemán (n. 1868).

### Marzo
- 2 de marzo: Ricardo Miró, escritor y poeta panameño.
- 16 de marzo: Selma Lagerlöf, escritora sueca, premio nobel de literatura en 1909 (n. 1858).
- 29 de marzo: Ángela Graupera, escritora y corresponsal de guerra española (n. 1876).

### Abril
- 26 de abril: Carl Bosch, químico e industrial alemán, premio nobel de química en 1931 (n. 1874).

### Mayo
- 20 de mayo: Verner von Heidenstam, escritor sueco, premio nobel de literatura en 1916 (n. 1859).
- 25 de mayo: Corisco, cangaceiro brasileño (n. 1907).

### Junio
- 4 de junio: Enrique Mosconi, militar argentino (n. 1877).
- 9 de junio: Armando Buscarini, poeta español.
- 16 de junio: Ray Strachey, ensayista, biógrafa y sufragista británica (n. 1887).
- 17 de junio: Arthur Harden, bioquímico británico, premio nobel de química en 1929 (n. 1865).
- 20 de junio: Jehan Alain, organista y compositor francés (n. 1911).
- 29 de junio: Paul Klee, pintor suizo (n. 1879).

### Julio
- 15 de julio: Robert Pershing Wadlow, el hombre más alto del que se tiene noticia (n. 1918).

### Agosto
- 20 de agosto: León Trotski, revolucionario ruso (n. 1879).
- 22 de agosto: Oliver Joseph Lodge, físico y escritor británico (n. 1851).
- 24 de agosto: Paul Nipkow, ingeniero alemán (n. 1860).
- 30 de agosto: Joseph John Thomson, físico británico, premio nobel de física (n. 1856).

### Septiembre
- 27 de septiembre: Julius Wagner-Jauregg, médico austríaco, premio nobel de medicina en 1927 (n. 1857).
- 27 de septiembre: Walter Benjamin, filósofo y escritor alemán (n. 1892).
- 27 de septiembre: Julián Besteiro, catedrático y político español (n. 1870).

### Octubre
- 5 de octubre: Silvestre Revueltas, compositor mexicano (n. 1899).
- 6 de octubre: Adolfo Lutz, médico y científico brasileño.
- 15 de octubre: Lluis Companys i Jover, presidente de la generalidad catalana (n. 1882).
- 16 de octubre: José Bernardino Ortega, político argentino (n. 1860).
- 28 de octubre: Práxedis W. Caballero, militar mexicano (n. 1885).

### Noviembre
- 4 de noviembre: Manuel Azaña, político español, presidente de la Segunda República entre 1936 y 1939 (n. 1880).
- 9 de noviembre: Julián Zugazagoitia, escritor y político español (n. 1899).
- 12 de noviembre: Alejandro García Caturla, compositor cubano (n. 1906).

### Diciembre
- 20 de diciembre: Sarita Colonia, joven peruana (n. 1914).
- 21 de diciembre: F. Scott Fitzgerald, escritor estadounidense (n. 1896).

Fecha desconocida
- Líber Arce, activista uruguayo, primer estudiante muerto por las fuerzas policiales en Uruguay (f. 1968).

## Arte y literatura
- Ernest Hemingway: ¿Por quién doblan las campanas?
- Enrique Jardiel Poncela: Eloísa está debajo de un almendro.
- María Teresa Budge: Nuestras sombras.
- Adolfo Bioy Casares: La invención de Morel.
- Agatha Christie: Un triste ciprés, La muerte visita al dentista.
- Graham Greene: El poder y la gloria.

## Ciencia y tecnología
- El ingeniero español Manuel Arias-Paz (1901-1965) publica el Manual de automóviles (llamada «la Biblia de la mecánica»).

## Deporte
- 4 de enero (jueves). gira por Brasil (1939-1940) Flamengo: 0 San Lorenzo: 1.
- 12 de enero (viernes): gira por Brasil (1939-1940) Combinado de Brasil: 1 Combinado Argentino: 6.
- 14 de enero (domingo): San Lorenzo intervino en un campeonato relámpago Copa Aranha junto a los clubes Flamengo, Botafogo y Vasco da Gama del Brasil e Independiente de Argentina.
- 18 de enero (jueves): Campeonato Relámpago Flamengo: 2 San Lorenzo: 4[3]
- Campeonato Uruguayo de Fútbol: Nacional se consagra campeón por decimoquinta vez.
- 1 de agosto se funda el Albacete Balompié
- Primera división chilena: Universidad de Chile se consagra campeón por primera vez.
- Se funda el Club Deportivo Logroñés.
- La Guerra mundial obliga a suspender la celebración de los Juegos Olímpicos de Helsinki 1940.
- Se funda Sociedad Deportiva Argentina, equipo de fútbol profesional de la ciudad de Quito en Ecuador que para 1955 cambiaría su nombre por el de Sociedad Deportivo Quito.

## Cine
- Ahí está el detalle de Juan Bustillo Oro (México). Considerada la obra maestra del actor cómico Cantinflas.
- Arise, my love (Arise, my Love), de Mitchell Leisen.
- El bazar de las sorpresas (The Shop Around the Corner), de Ernst Lubitsch.
- Camarada X (Comrade X), de King Vidor.
- Camino de Santa Fe (Santa Fe Trail), de Michael Curtiz.
- La carta (The Letter), de William Wyler.
- Enviado especial (Foreign Correspondent), de Alfred Hitchcock.
- Espejismo de amor (Kitty Foyle: The Natural History of a Woman), de Sam Wood.
- Fantasía de James Algar y Samuel Armstrong (13 de noviembre).
- El forastero (The Westerner), de William Wyler.
- El gran dictador (The Great Dictator), de Charles Chaplin.
- El halcón del mar (The Sea Hawk), de Michael Curtiz.
- Los hermanos Marx en el Oeste (Go West), de Edward Buzzell.
- Historias de Philadelfia (The Philadelphia Story) de George Cukor, con Cary Grant, James Stewart, Katharine Hepburn.
- Hombres intrépidos (The Long Voyage Home), de John Ford.
- El ladrón de Bagdad (The Thief of Bagdad), de Ludwig Berger, Michael Powell, Tim Whelan, Alexander Korda, Zoltan Korda y William Cameron Menzies.
- Luna nueva (His Girl Friday), de Howard Hawks.
- La malquerida, de José López Rubio.
- Marianela, de Benito Perojo.
- Mi mujer favorita (My Favorite Wife), de Garson Kanin.
- La pasión ciega (They Drive by Night), de Raoul Walsh.
- Paso al Noroeste (Nortwest Passage), de King Vidor.
- Pinocho (Pinocchio), de Hamilton Luske y Ben Sharpsteen.
- Policía montada del Canadá (Northwest Mounted Police), de Cecil B. DeMille.
- Rebecca (Rebecca), de Alfred Hitchcock.
- Sabían lo que querían (They Knew what they Wanted), de Garson Kanin.
- El signo del Zorro (The Mark of Zorro), de Rouben Mamoulian.
- Sin novedad en el Alcázar (L’Assedio dell’Alcazar), de Augusto Genina.
- Sinfonía de la vida (Our Town), de Sam Wood.
- Susana y Dios (Susan and God), de George Cukor.
- Tren nocturno a Múnich (Night Train to Múnich), de Carol Reed.
- Unidos por la fortuna (Lucky Partners), de Lewis Milestone.
- La venganza de Frank James (The Return of Frank James), de Fritz Lang.
- Las uvas de la ira (The Grapes of Wrath), de John Ford.

## Música
- Joaquín Rodrigo: Concierto de Aranjuez.
- El 26 de Enero, el cantante Frank Sinatra hace su primer debut en público con la canción "Stardust" junto con «Tommy Dorsey Band» en el «Coronado Theatre en Rockford, Illinois».
- En Abril, el cantante Frank Sinatra logra su primer éxito vocal con la canción "Polka Dots and Moonbeams" con «Tommy Dorsey Band».

## Premios Nobel
A causa del comienzo de la II Guerra Mundial, en este año no se conceden los premios Nobel
- Física: 1/3 destinado al Fondo Principal y 2/3 al Fondo Especial de esta sección del premio.
- Química: 1/3 destinado al Fondo Principal y 2/3 al Fondo Especial de esta sección del premio.
- Medicina: 1/3 destinado al Fondo Principal y 2/3 al Fondo Especial de esta sección del premio.
- Literatura: 1/3 destinado al Fondo Principal y 2/3 al Fondo Especial de esta sección del premio.
- Paz: 1/3 destinado al Fondo Principal y 2/3 al Fondo Especial de esta sección del premio.